# Marknadsanalys
Marknadsanalys är en analys av en befintlig marknad, i syfte att finna behov eller skapa ett behov för marknadens aktörer. En marknadsanalys brukar innefatta en beskrivning på nuläget av företagets marknader, kundrelationer och den interna organisationen (omvärldsanalys, relationsanalys och intern analys). Utifrån dessa skapas sedan kundstrategier, relationsstrategier och organisationsstrategier. För att kontrollera detta brukar olika typer av nyckeltal skapas.

## Marknadssegmentation
Marknadssegmentering är grunden för en differentierad marknadsanalys. Differentiering, att skilja sig från andra, är viktigt, då en stor orsak är mättnad av konsumtionen, som existerar på grund av den ökande konkurrensen på de produkter som erbjuds. Konsumenterna har större efterfrågan om individuella produkter och tjänster, och är även bättre informerade än tidigare om utbudet av produkter. Som en konsekvens, är marknadssegmentering oumbärlig. 
Segmentering innehåller många marknadsundersökningar eftersom en hel del kunskap om marknaden krävs för att kunna segmentera marknaden. Marknadsundersökningar om marknadens strukturer och processer måste göras för att definiera den ”relevanta marknaden”.  Den relevanta marknaden är en integrerad del av hela marknaden, där företaget fokuserar sin verksamhet. För att identifiera och klassificera den relevanta marknaden, måste en marknadsklassificering eller en segmentering göras. 